# Frugarolo
Frugarolo és un municipi situat al territori de la província d'Alessandria, a la regió del Piemont, Itàlia.
Limita amb els municipis d'Alessandria, Bosco Marengo, Casal Cermelli i Castellazzo Bormida. Pertanyen al municipi les frazionis de Cabannoni i Mandrino.

## Galeria fotogràfica

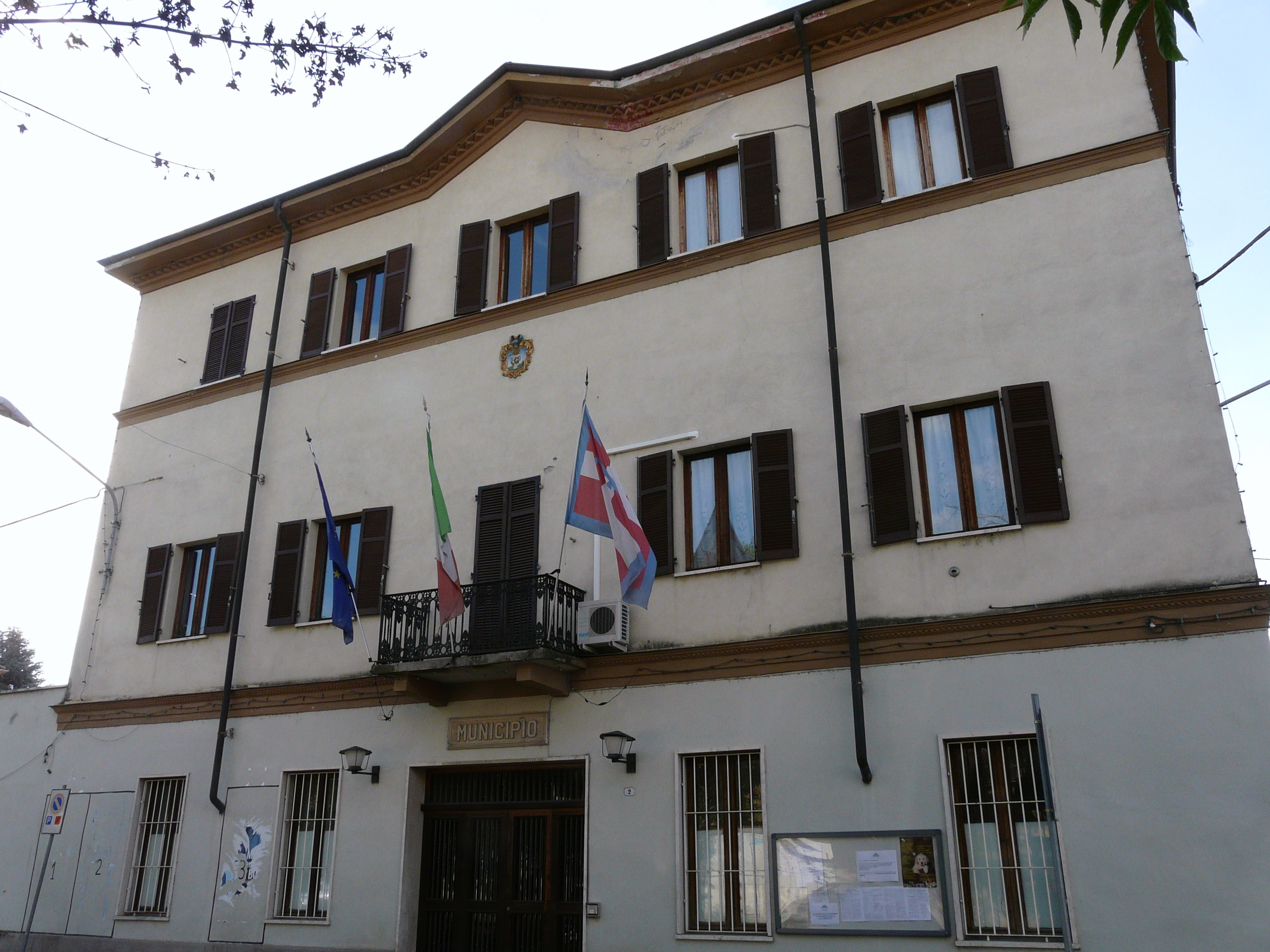
Ajuntament
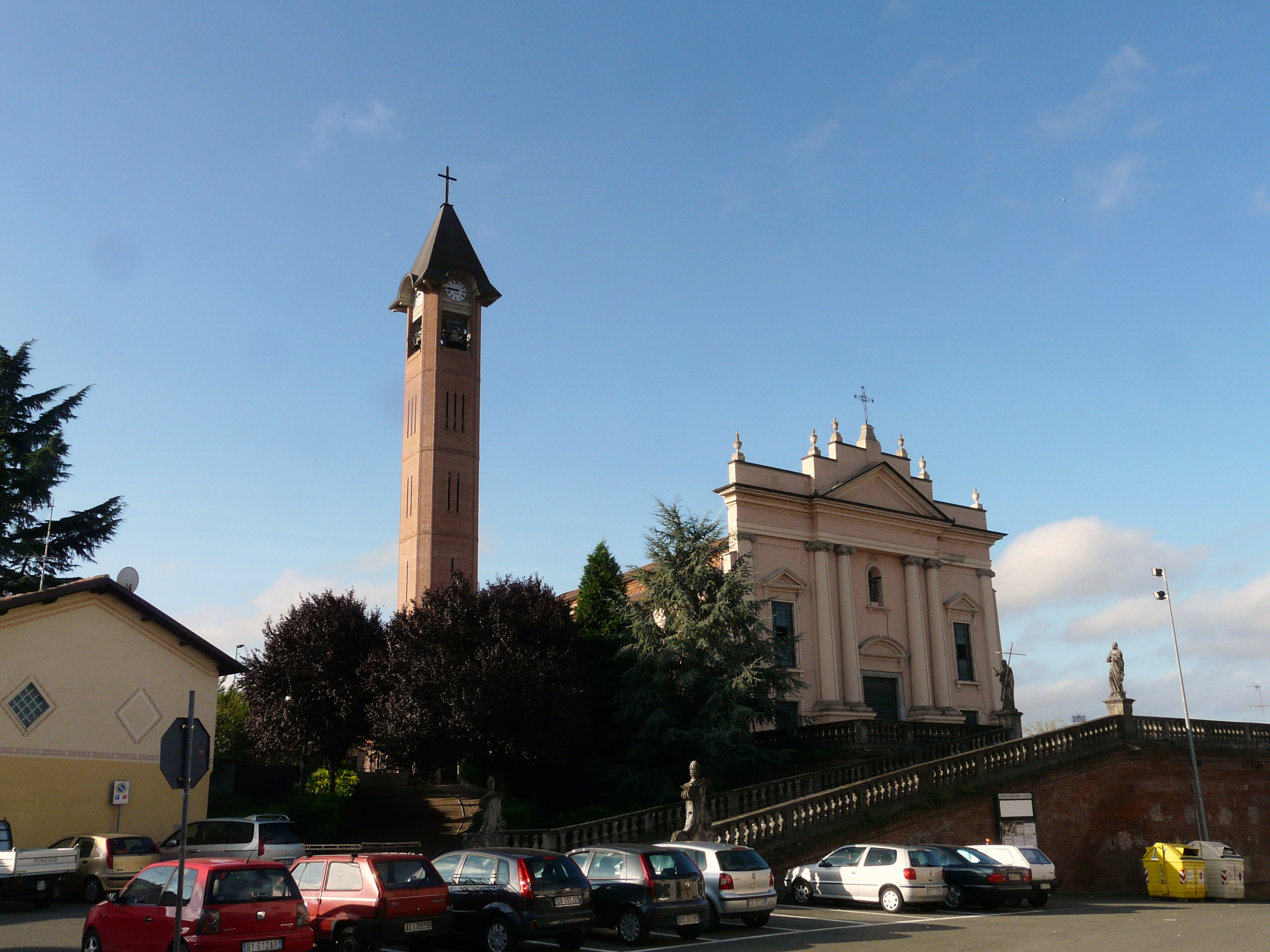
Església de Sant Felice
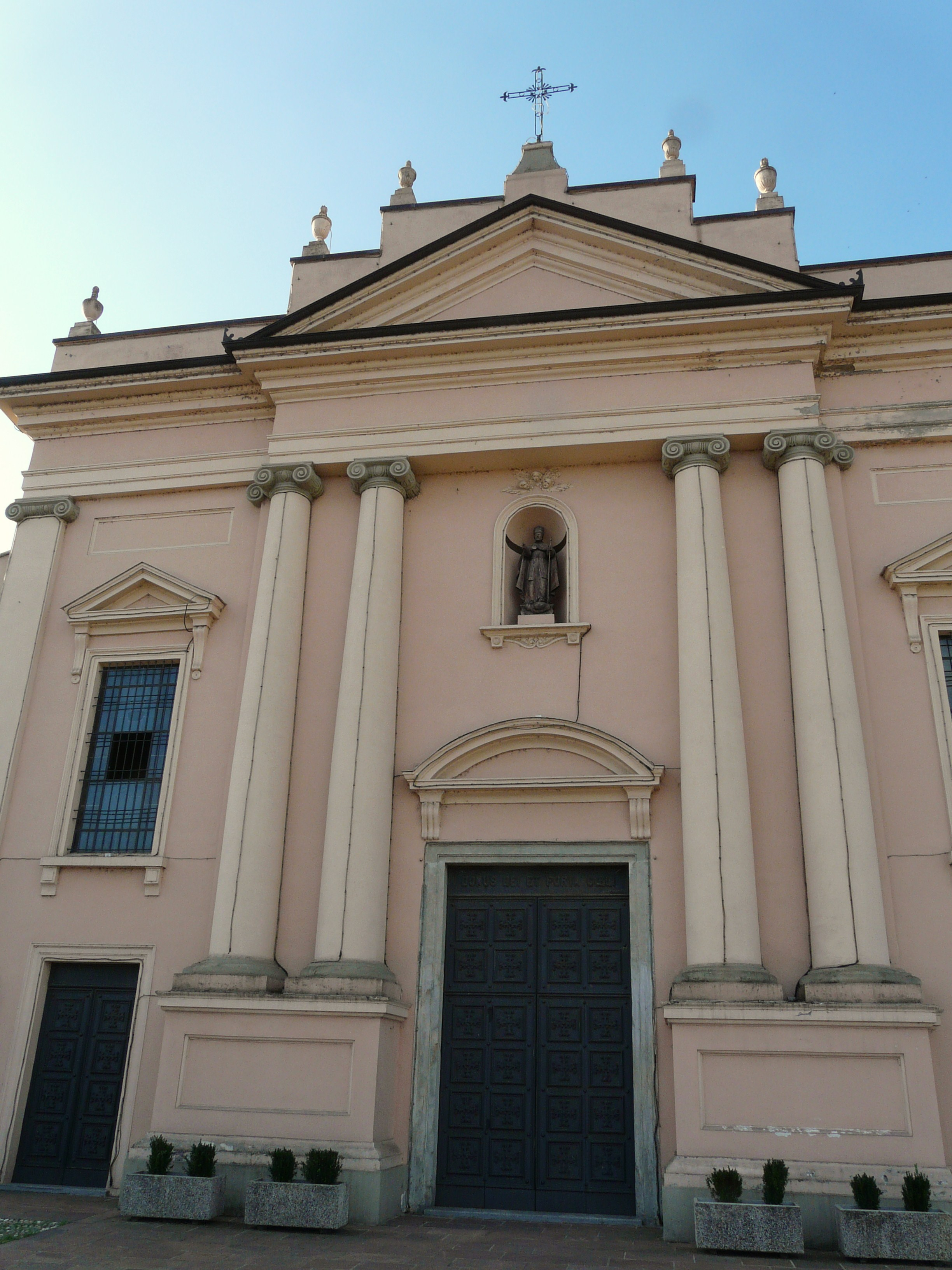
Façana de San Felice
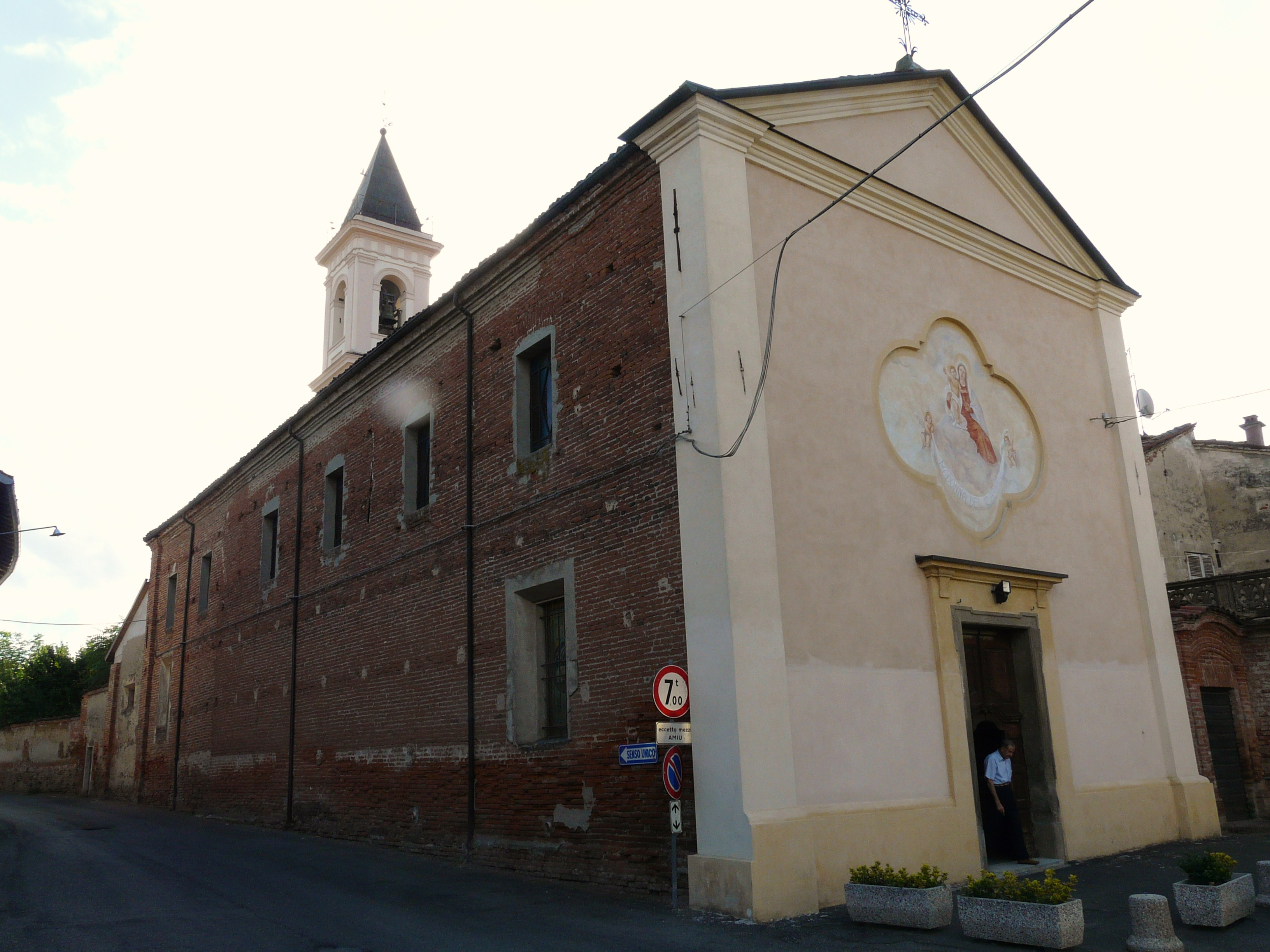
Oratori de la Madonna del Carmine